# Antirassistische Initiative

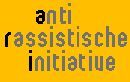
Logo

Die Antirassistische Initiative, auch Antirassistische Initiative Berlin, ist ein seit 1988 tätiger Verein in Berlin, der sich mit Rassismus in Gesellschaft, Gesetzgebung und Politik auseinandersetzt. Schwerpunkte sind die Beschäftigung mit den Folgen deutscher Abschiebungspolitik und das Angebot einer Anlaufstelle für Flüchtlinge und Migranten.
Der Verein arbeitet mit Gruppen von Flüchtlingen und Migranten wie der Flüchtlingsinitiative Brandenburg und dem The Voice Refugee Forum zusammen und unterstützt Kampagnen gegen rassistische Gewalt, Diskriminierung und Ausgrenzung.
Seit 1993 gibt die Dokumentationsgruppe der Initiative die jährlich aktualisierte Dokumentation Bundesdeutsche Flüchtlingspolitik und ihre tödlichen Folgen heraus. In dieser werden Fälle aufgezählt, bei denen nach Meinung der Gruppe Flüchtlinge oder Migranten durch staatliche Maßnahmen (z. B. bei Abschiebungen oder in Abschiebehaft) oder rassistische Gewalt verletzt, misshandelt oder getötet wurden.
 Von 1991 bis zur Einstellung 2018, war die Gruppe Herausgeber der mehrmals jährlich erscheinenden ZAG – antirassistische zeitschrift. Mit der Zeitschrift verfolgten sie das Anliegen, „eine antirassistische Gegenöffentlichkeit zu entwickeln, Hintergrundinformationen zu liefern, sowie Diskussionen im Themenbereich Antirassismus anzuregen und voranzutreiben.“ Die Zeitschrift kooperiert mit  Linksnet.
Bis zur Zwangsräumung am 6. Juni 2005 arbeitete der Verein in den Räumlichkeiten der Yorck59. Danach zog er in ein Haus in Berlin-Friedrichshain; die Dokumentationsgruppe teilt sich seither ein Büro mit Libertad!-Berlin im besetzten Südflügel des Bethanien am Mariannenplatz. Dieses Büro war von den BKA-Durchsuchungen am 9. Mai 2007 im Vorfeld des G8-Gipfels betroffen.
Mehrere Verfassungsschutzbehörden, darunter diejenigen von Brandenburg (2003) und Sachsen-Anhalt (2006), ordneten die Initiative als linksextremistisch ein.
Zu den Gründern der Initiative gehörte Biplab Basu.